# Roberto Cuzzaniti
Roberto Cuzzaniti (La Spezia, 4 novembre 1911 – Roma, 18 novembre 1994) è stato un politico italiano.

## Biografia
Laureato in scienze economiche e commerciali; impegnato nel sindacato, nel 1945 fa parte della prima segreteria della Camera del Lavoro di Roma in rappresentanza della DC. Nel 1947 entra nella segreteria confederale nazionale della CGL guidata da Giuseppe Di Vittorio, fino alla scissione che poi porterà nel 1950 alla nascita della CISL. Di tale sindacato fa parte della segreteria confederale dalla fondazione fino al congresso del 1955.
Con la Democrazia Cristiana è candidato alle elezioni politiche del 1948, senza risultare eletto; diventa deputato della I legislatura nel luglio 1951, subentrando a Vincenzo Cecconi deceduto durante la carica. Conclude il proprio mandato parlamentare nel 1953.
Marito di Carla Piro, è stato il padre legale del figlio naturale non riconosciuto di Renato Guttuso, Antonello.
Muore il 18 novembre 1994, due settimane dopo aver compiuto 83 anni.